# L'Or du Rhin
Das Rheingold
Pour les articles homonymes, voir L'Or du Rhin (homonymie) et Rheingold.
L'Or du Rhin (titre original : Das Rheingold ) est un opéra allemand en un acte de Richard Wagner. Il constitue le prologue des trois « festivals scéniques » qui composent avec lui Der Ring des Nibelungen (L'Anneau du Nibelung ou Tétralogie).
La première eut lieu au théâtre national de la Cour de Munich le 22 septembre 1869 sous la direction de Franz Wüllner avec August Kindermann dans le rôle de Wotan, Heinrich Vogl dans le rôle de Loge et Wilhelm Fischer dans le rôle d'Alberich.

## Historique

### Inspiration
Comme l'ensemble du Ring, L'Or du Rhin est inspiré de la mythologie germanique et nordique. Selon Deryck Cooke, c'est la Völsunga saga (une source scandinave) qui a influencé en plus grande partie le Ring, cette saga couvrant toute la vie de Sigurd (Siegfried) décrit les relations entre Sigurd et Brünnhilde. Elle propose une histoire détaillée des origines du héros. La source germanique, Das Heldenbuch (en) rédigé au XIIIe siècle, a également inspiré Wagner en grande partie pour L'Or du Rhin ; c'est la seule source dans laquelle Elberich apparaît comme étant un nain très puissant qui possède un anneau magique qui le rend invisible.

### Composition

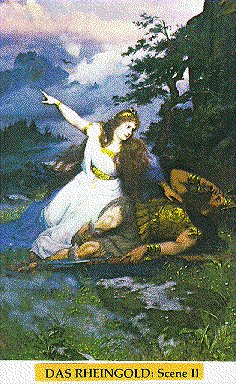
Illustration de la scène II par Ferdinand Leeke (1859-1925).

En octobre 1851, Wagner rédigea une brève esquisse en prose de l’opéra destiné à servir de prologue aux 3 journées de L’Anneau du Nibelung. Il hésita sur le nom à donner à ce prologue, envisageant les titres suivants : Der Raub : Vorspiel [Le Vol : Prélude] ; Der Raub des Rheingoldes [Le Vol de l’Or du Rhin] ; Das Rheingold (Vorspiel) [L’Or du Rhin (Prélude)].
Le mois suivant, il jeta sur le papier quelques esquisses pour le premier des trois autres drames de L’Anneau : Siegmund und Sieglinde : der Walküre Bestrafung [Siegmung et Sieglinde : le Châtiment de la Walkyrie]. Entre mars et novembre 1852, à partir de ces esquisses, il développa des projets en prose, qu’il transforma en projets versifiés. D’ici là, il avait décidé de renommer les deux œuvres Das Rheingold et Die Walküre.
Il est à noter que bien que le projet en prose de L’Or du Rhin eût été écrit avant celui de La Walkyrie, le projet versifié de La Walkyrie précéda celui de L’Or du Rhin. De sorte que même s’il y a du vrai dans le fait maintes fois souligné que la composition littéraire de L’Anneau fut conçue à rebours, ce n’est pas totalement exact.
L’esquisse originale en prose de L’Or du Rhin se composait de trois simples paragraphes, chacun numéroté en chiffres romains. Cela semble confirmer qu’à l’origine Wagner imaginait bien L’Or du Rhin comme un opéra en trois actes. Ce qui est confirmé dans une lettre d’octobre 1851 à son ami Théodore Uhlig : « Grands projets pour Siegfried : trois drames, avec un prélude en trois actes. » En 1852, toutefois, L’Or du Rhin était devenu un opéra en un acte et quatre scènes. Néanmoins, il y a de bonnes raisons de considérer la 1re scène (la scène ‘du Rhin’) comme un prologue (Le Vol de l’Or) à la partie principale de l’opéra (Le Walhalla). Ainsi, L’Or du Rhin et Le Crépuscule des dieux, panneaux introductif et conclusif du polyptyque L’Anneau du Nibelung, partagent-ils la même composition ‘prologue + trilogie’ qui caractérise le cycle de L’Anneau dans son ensemble.
La composition musicale de L’Or du Rhin occupa Wagner du 1er novembre 1853 au 26 septembre 1854. Il commença par un avant-projet général préliminaire (Gesamtentwurf) à partir de ses propres notes. Ce projet de 77 pages, écrit au crayon, fut terminé le 14 janvier 1854. Le 1er février, il se mit à un second avant-projet. Il semble que son intention première ait été un projet compositionnel à l’encre, comme il l’avait fait pour Lohengrin. Mais comme un tel projet pour le Prélude – qui n’est pas grand-chose d'autre qu’une longue succession d’arpèges de mi bémol majeur – aurait équivalu à écrire une vraie partition, il décida de sauter cette étape intermédiaire et d’écrire une partition complète à l’encre. Il se lança dans le Prélude, apportant quelques corrections de détail au passage.
Lorsqu’il en arriva à la Scène 1, il se rendit compte que le reste de l’œuvre nécessitait encore trop de révisions et de réécriture pour pouvoir écrire une véritable partition à l’encre, sans en passer par un second projet intermédiaire. Il abandonna alors la rédaction à l’encre pour reprendre l’écriture au crayon, dans laquelle il mit au point la plupart des détails vocaux et orchestraux des quatre scènes. Cette Instrumentationskizze (ébauche d’instrumentation), comme Wagner la nomma lui-même, fut terminée le 28 mai 1854.
À noter deux choses concernant le deuxième projet complet :
- la partition complète du Prélude (à l’encre) et le projet d’instrumentation du reste de l’opéra (au crayon) constituent ensemble un seul et unique manuscrit (WWV 86A Musik III). Dans le catalogue WWV, ce manuscrit est nommé Partiturerstschrift, terme ordinairement réservé aux partitions définitives de Wagner. Stricto sensu, seule la seconde partie de la partition, à l’encre, est une Partiturerstschrift.
- Le manuscrit est fragmentaire : 33 mesures manquent, qui incluent les dernières mesures du Prélude et les premières de la Scène 1. Comme c’est le crayon qui est utilisé avant cette lacune, et l’encre après, il est généralement considéré que Wagner passa d’un moyen d’écrire à l’autre à l’entrée des voix (i.e. la 1re mesure de la Scène 1) ; mais à moins que les feuilles manquantes ne soient retrouvées, cela ne reste qu’une supposition.

La phase finale du processus compositionnel fut l’écriture intégrale d’une copie définitive de la partition in extenso (Reinschrift der Partitur). Wagner commença ce travail le 15 février 1854, alors même qu’il travaillait encore sur le projet d’instrumentation. L’achèvement de cette copie définitive fut toutefois interrompu et remis à plus tard par sa décision de commencer à travailler sur La Walkyrie, le 28 juin 1854. Dans le courant de l’été 1854, il engagea un copiste pour compléter la copie définitive de L’Or du Rhin, en utilisant comme modèle son propre travail inachevé. Mais le travail du copiste fut tellement criblé d’erreurs que Wagner le renvoya et dut se remettre lui-même à l’ouvrage. Il y travailla, par à-coups, pendant des mois, tout en poursuivant la composition de La Walkyrie. Le 25 septembre 1854, la copie définitive de L’Or du Rhin était prête. Wagner l’envoya au copiste dresdois Friedrich Wölfel, qui refit une belle et précise copie à l’encre achevée le 11 novembre 1855. Cette copie de Wölfel servit de source de base (Stichvorlage) à la première impression publique de l’opéra entier en 1873.
Wagner fit don de sa propre copie définitive à son mécène, Louis II de Bavière, comme cadeau d’anniversaire le 25 août 1865 ; ce document fut inclus aux archives royales. Plus d’un demi-siècle plus tard, le manuscrit fut acheté par la Chambre allemande d’industrie et de commerce, pour être offert à Adolf Hitler lors de son 50e anniversaire le 20 avril 1939. Hitler le conserva jusque dans son bunker de Berlin, où le manuscrit fut détruit en mai 1945, peu avant la chute de Berlin, en même temps que les partitions autographes des Fées, de La Défense d’aimer et de Rienzi (bien qu’un certain nombre de théories du complot continuent à prétendre le contraire).

### Création
Créé le 22 septembre 1869 au Hofoper (Opéra de la Cour, aujourd'hui le Bayerische Staatsoper, Opéra d'État de Bavière) de Munich sous la direction de Franz Wüllner - puis création dans le cycle entier à Bayreuth le 13 août 1876 sous la direction de Hans Richter, avec les distributions suivantes :
| Rôle           | Voix                     | Munich 22 septembre 1869 (Chef d'orchestre : Franz Wüllner) | Bayreuth 13 août 1876 (Chef d'orchestre : Hans Richter) |
| Dieux          | Dieux                    | Dieux                                                       | Dieux                                                   |
| -------------- | ------------------------ | ----------------------------------------------------------- | ------------------------------------------------------- |
| Wotan          | baryton-basse            | August Kindermann                                           | Franz Betz                                              |
| Loge           | ténor                    | Heinrich Vogl                                               | Heinrich Vogl                                           |
| Fricka         | mezzo-soprano            | Sophie Stehle                                               | Friederike Grün                                         |
| Freia          | soprano                  | Henriette Muller                                            | Marie Haupt                                             |
| Donner         | baryton                  | Karl Samuel Heinrich                                        | Eugen Gura                                              |
| Froh           | ténor                    | Franz Nachbaur                                              | Georg Unger                                             |
| Erda           | contralto                | Emma Seehofer                                               | Luise Jaide                                             |
| Nibelungen     |                          |                                                             |                                                         |
| Alberich       | baryton                  | Karl Fischer                                                | Karl Hill                                               |
| Mime           | ténor                    | Max Schlosser                                               | Max Schlosser                                           |
| Géants         |                          |                                                             |                                                         |
| Fasolt         | basse                    | Toni Petzer                                                 | Albert Eilers                                           |
| Fafner         | basse                    | Kaspar Bausewein                                            | Franz von Reichenberg                                   |
| Filles du Rhin |                          |                                                             |                                                         |
| Woglinde       | soprano                  | Anna Kaufmann                                               | Lilli Lehmann                                           |
| Wellgunde      | soprano ou mezzo-soprano | Therese Vogl                                                | Marie Lehmann                                           |
| Flosshilde     | mezzo-soprano            | Wilhelmine Ritter                                           | Minna Lammert                                           |

## Présentation

### Structure
- Un prélude orchestral - voir Prélude de L'Or du Rhin .
- Quatre tableaux, séparés par trois interludes.

### Personnages

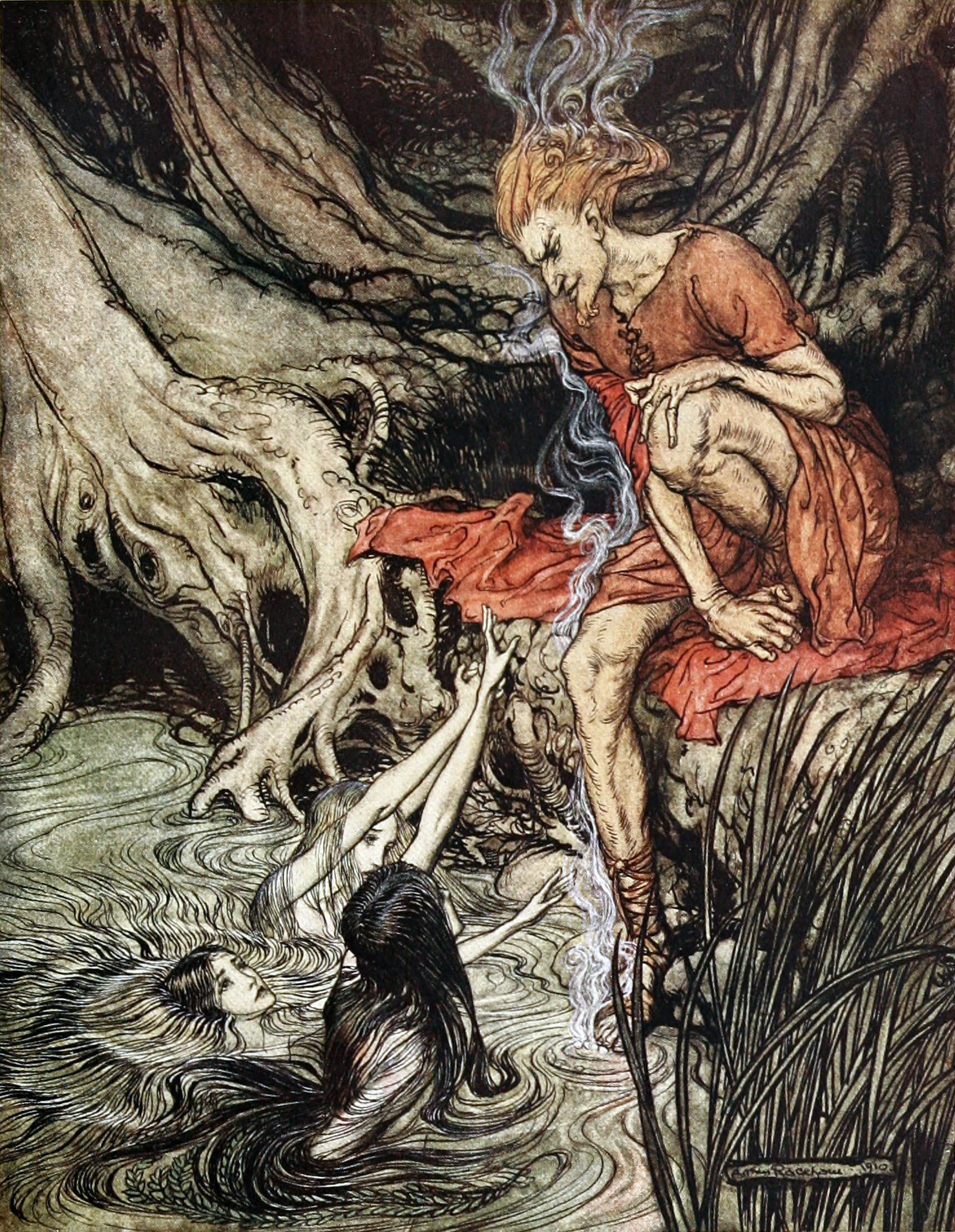
Illustration par Arthur Rackham, 1910. Loge rend visite aux filles du Rhin et apprend la disparition de l'Or du Rhin.

- Wotan, maître des dieux, baryton-basse
- Donner, dieu du tonnerre, baryton-basse
- Froh, dieu du printemps , ténor
- Loge, demi-dieu, maître du feu, ténor
- Fricka, déesse, épouse de Wotan, mezzo-soprano
- Freia, déesse de la jeunesse éternelle, sœur de Fricka, soprano
- Erda, déesse-mère de la terre, contralto
- Fasolt, géant, frère de Fafner, basse
- Fafner, géant, frère de Fasolt, basse profonde
- Alberich, maître des Nibelungen, frère de Mime, baryton
- Mime, Nibelung, frère d'Alberich, ténor
- Woglinde, fille du Rhin, soprano
- Wellgunde, fille du Rhin, soprano
- Flosshilde, fille du Rhin, contralto
- D'autres Nibelungen, rôles muets

### Instrumentation
Wagner a conçu le Ring pour un orchestre qui, en son temps, était exceptionnellement grand. Les orchestres exécutent par habitude l'œuvre avec moins d'instruments que Wagner l'a souhaité, soit par insuffisance d'espace dans la fosse d'orchestre, soit pour des raisons financières, ou encore par choix artistique du directeur musical.
L'effectif orchestral comprend 6 harpes, 16 premiers violons, 16 seconds violons, 12 altos, 12 violoncelles, 8 contrebasses, 1 piccolo, 3 flûtes, 3 hautbois, 1 cor anglais, 3 clarinettes en si et en la, une clarinette basse en si, 3 bassons, 8 cors, 4 trompettes en ut, 1 trompette basse en mi, 4 trombones, 1 tuba contrebasse, des timbales, des cymbales, une grosse caisse, un tam-tam, un triangle et un glockenspiel.
| Instrumentation générale du Ring |
| Cordes |
| 6 harpes, 16 premiers violons, 16 seconds violons, 12 altos, 12 violoncelles, 8 contrebasses |
| Bois |
| 1 piccolo, 3 flûtes, la troisième jouant le deuxième piccolo 3 hautbois, 1 cor anglais jouant le quatrième hautbois, 3 clarinettes si♭ et en la, 1 clarinette basse si♭, 3 bassons                               |
| Cuivres |
| 8 cors, le cinquième, le sixième, le septième et le huitième jouant les tubas wagnériens en si♭ et fa, 4 trompettes en ut, 1 trompette basse en mi♭ 4 trombones 2 ténors, basse et contrebasse, tuba contrebasse |
| Percussions |
| timbales, jouées par deux musiciens, cymbales, grosse caisse, tam-tam, triangle, glockenspiel, enclumes |

## Argument

### Scène 1

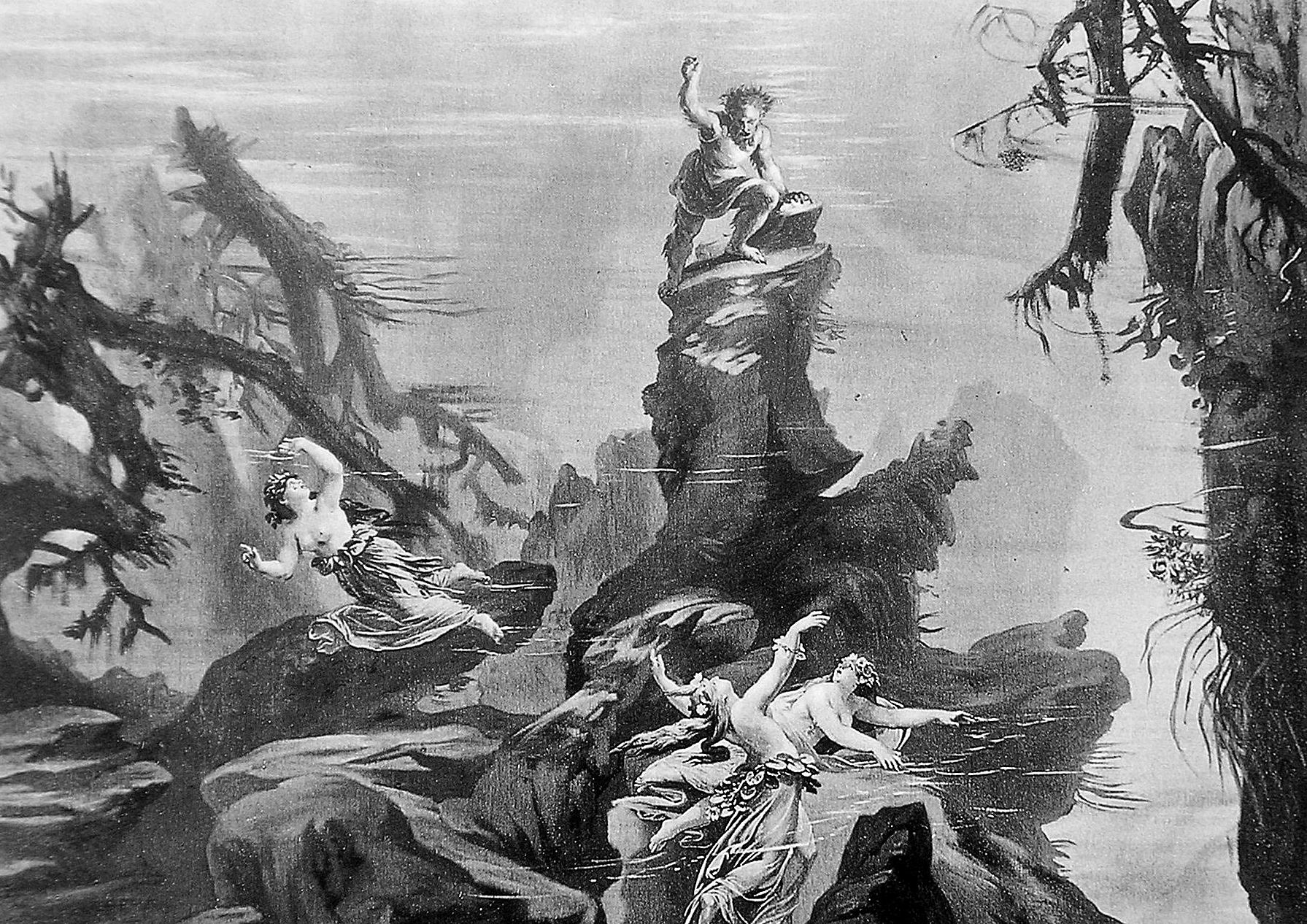
Alberich vole l'or du Rhin devant les Filles du Rhin.

Au fond du Rhin.
Trois ondines, les filles du Rhin, appelées Woglinde, Wellgunde et Flosshilde, nagent dans le fleuve. Les deux premières s'amusant à se poursuivre avec insouciance, leur sœur les rappelle à l'ordre : elles ont mission de garder l'or du Rhin, et elles s'en acquittent bien mal. Alberich, un nain de Nibelheim, apparaît soudain des profondeurs de la terre et essaye de leur faire la cour. Frappées par sa laideur, les filles du Rhin se moquent de ses avances, ce qui désespère le nain. Il remarque un éclat doré qui provient d'un proche rocher, et leur demande ce que c'est. Les ondines lui disent que c'est l'or du Rhin, que leur père leur a dit de garder ; seul celui qui renonce à l'amour peut forger l'or en un anneau qui donnera à son porteur « der Welt Erbe », « la richesse du monde ». Elles pensent n'avoir rien à craindre de ce nain lubrique, estimant que cet être est en constante recherche de l'amour comme le prouvent ses avances. Mais elles confondent amour et désir sexuel ; Alberich, aigri par leurs moqueries, maudit l'amour et s'empare de l'or, jurant de forger « l'anneau vengeur ».

### Scène 2

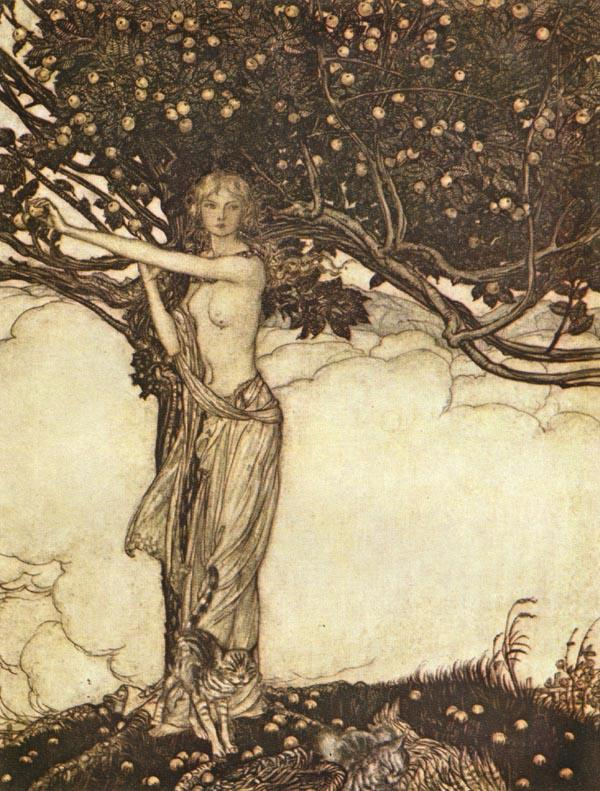
Freia, symbole de l'amour, cultive ses pommes d'or conférant la jeunesse éternelle aux dieux, sorte d'antidote au dépérissement du temps provoqué par Wotan (illustration par Arthur Rackham, 1910).

Wotan, souverain des dieux germaniques (Odin dans la mythologie scandinave), est endormi au sommet d'une montagne avec Fricka, sa femme (Frigg dans le panthéon scandinave). Celle-ci se réveille et voit un magnifique château derrière eux. Elle réveille Wotan et lui montre que leur nouvelle demeure a été terminée. Les deux derniers représentants de la race des Géants, les frères Fasolt et Fafner, ont construit le château pour Wotan. En échange Wotan leur a promis Freia, la déesse de la jeunesse, grâce à laquelle Fasolt et Fafner espèrent redonner vie et puissance à leur race, car Freia, déesse de la fécondité, cultive des pommes d'or qui confèrent jeunesse et vie éternelles à qui les consomme. Fricka est inquiète pour sa sœur, mais Wotan est convaincu qu'ils n'auront pas à donner Freia, car il a envoyé Loge courir le monde pour trouver un paiement de substitution.
Freia entre, terrifiée, suivie des géants Fasolt et Fafner. Fasolt demande le salaire du travail achevé. Il met en évidence le fait que le règne de Wotan est fondé sur les runes des traités gravés sur sa lance. Wotan doit respecter les traités sans quoi les Géants ne reconnaîtront plus son pouvoir. Donner, dieu du tonnerre et des orages (le Thor de la mythologie scandinave), et Froh, le dieu du printemps, arrivent pour défendre leur sœur, mais Wotan les arrête : ils ne peuvent contraindre les Géants par la force. Comme l'a bien démontré Fasolt, le pacte qui livre Freia est inscrit sur sa lance, il a donc force de loi édictée par Wotan lui-même, qui ne peut se parjurer.
Au grand soulagement de Wotan, Loge, le dieu du feu (Locki dans la mythologie scandinave), fait enfin son entrée ; Wotan a placé tous ses espoirs dans le fait que Loge puisse trouver un moyen rusé de tourner l'affaire à son avantage. Loge leur dit qu'Alberich, le nain, a volé l'or du Rhin et en a fait un puissant anneau magique qui permet à son possesseur de dominer le monde. Wotan, Fricka et les géants commencent tous à convoiter l'anneau, mais comment l'obtenir ? Par le vol, dit Loge, voler un voleur n'est pas du vol ! Fafner exige tout l'or des Nibelungen pour renoncer à Freia. Les géants s'en vont, emmenant avec eux Freia en otage.
Or les pommes d'or de Freia avaient gardé les dieux éternellement jeunes. Privés de ces fruits de jouvence, ils commencent à vieillir et s'affaiblir. Pour regagner la liberté de Freia et la jeunesse perdue, Wotan est forcé de suivre Loge sous terre, à la poursuite de l'anneau.

### Scène 3
À Nibelheim, Alberich a asservi le reste des nains et contraint son frère Mime — un habile forgeron — à créer un heaume magique : le Tarnhelm. Alberich démontre le pouvoir du Tarnhelm en se rendant invisible, pour mieux tourmenter ses sujets.
Wotan et Loge arrivent et rencontrent Mime, qui leur parle alors de l'anneau d'Alberich et de la misère que connait Nibelheim sous sa domination. Alberich revient, conduisant ses esclaves qui empilent un énorme monticule d'or. Quand ils ont terminé, il les chasse et tourne son attention vers ses deux visiteurs.
C'est alors qu'il se vante de ses plans pour dominer le monde. Loge le piège en lui demandant de prouver la magie du Tarnhelm. Il le défie de se transformer d'abord en dragon, puis en crapaud. Les deux dieux s'emparent alors de lui et le remontent à la surface.

### Scène 4
Au sommet de la montagne, Wotan et Loge forcent Alberich à échanger sa richesse contre sa liberté. Main droite détachée, Alberich porte l'anneau à sa bouche et, utilisant les runes qui y sont gravées, murmure un ordre en secret. À l'appel de l'anneau, les nains asservis remontent le trésor à la surface avant de s'enfuir épouvantés sous la menace d'Alberich humilié. Après que l'or a été livré, Alberich demande qu'on lui rende le Tarnhelm, mais Loge affirme que c'est une partie de sa rançon. Alors qu'Alberich se croit enfin quitte, Wotan exige l'anneau. Alberich refuse et récuse violemment les arguments que Wotan avance pour s'octroyer l'anneau. À court d'arguments, Wotan utilise alors la violence, arrachant l'anneau du doigt d'Alberich pour le mettre au sien. Enfin libre mais anéanti, Alberich maudit l'anneau : celui qui ne l'a pas dépérira de désir et celui qui le possède attirera à lui l'assassin. « Le seigneur de l'anneau sera l'esclave de l'anneau ! » prophétise-t-il, avant de regagner son ténébreux royaume.
Wotan n'a que mépris pour les paroles d'Alberich. Fricka, Donner et Froh arrivent. Wotan et Loge leur montrent l'or qui va servir à racheter Freia. Fasolt et Fafner reviennent, gardant Freia. Réticent à relâcher Freia, Fasolt déclare qu'il doit y avoir assez d'or pour la cacher à ses yeux. Les dieux entassent l'or devant Freia, mais Fasolt découvre un interstice par lequel il peut voir le regard de la déesse. Il exige que l'interstice soit comblé par l'anneau, qui est tout ce qui reste du trésor. Wotan refuse catégoriquement et les géants se préparent à emmener Freia pour toujours.
Soudainement, Erda, la déesse de la terre, surgit du sol. Elle prévient Wotan du déclin imminent des dieux et l'exhorte à fuir la malédiction en jetant l'anneau. Troublé, Wotan cède l'anneau et libère Freia. Les géants commencent à se partager le trésor, mais ils se disputent au sujet de l'anneau. Fafner tue Fasolt et s'enfuit avec le butin. Wotan, horrifié, prend alors conscience de la force de la malédiction d'Alberich.
Angoissé, Wotan voudrait poursuivre Erda pour en apprendre plus mais Fricka l'incite à prendre possession du château qui attend son maître. Donner invoque un orage pour chasser les nuées qui obscurcissent le ciel. Après la tempête, Froh crée un pont arc-en-ciel qui s'étire jusqu'aux portes du château et qui doit permettre aux dieux, sous la conduite de Wotan, de gagner leur nouvelle demeure. Reprenant courage, Wotan baptise le château « Walhalla » (Le château des guerriers). Fricka le questionne au sujet de ce nom, et il lui répond que sa signification sera révélée plus tard. En aparté, Loge l'affirme : les dieux, si sûrs d'eux-mêmes, courent à leur perte. Il se refuse à partager leur sort et envisage de reprendre la forme des « dansantes flammes », pour, qui sait, tous les consumer un jour... Soudain, une plainte arrive aux oreilles de Wotan. Ce sont les filles du Rhin qui pleurent l'or perdu. Irrité, Wotan ordonne à Loge de les faire taire, et entraîne les dieux, sauf Loge qui reste à part, dans la demeure qu'il a payée d'un salaire maudit. Les dernières paroles, avant la péroraison finale, reviennent toutefois aux filles du Rhin :
Traulich und Treu

ist's nur in der Tiefe :

falsch und feig ist,

was dort oben sich freut !

## Analyse musicale
Le Prélude de L'Or du Rhin qui précède le lever du rideau repose sur un seul accord dans la tonalité de mi bémol majeur en arpège sur 136 mesures. Ce prélude a au moins deux significations : il « est » le fleuve Rhin, dans la meilleure tradition de la musique descriptive, mais il est aussi, par l'effet provoqué par les timbres de l'orchestre qui peu à peu semblent s'arracher à l'indifférenciation du néant, la genèse de l'œuvre en devenir.
C'est de ce magma orchestral, fondé sur le 
motif de la nature que nait le premier leitmotiv identifiable : 
le Rhin. À l'entrée en scène des trois ondines, le motif du Rhin se mue en celui des 
filles du Rhin, selon une technique d'engendrement successif des motifs qui est une des caractéristiques majeures du style musical de Wagner dans la Tétralogie. Aux timbres instrumentaux indifférenciés du début du prélude répond maintenant une indifférenciation du chant : ce sont par des onomatopées et de fortes allitérations que les ondines s'expriment. La nature et l'être semblent ne faire qu'un, dans ce chant qui ne fait que dire le mouvement du fleuve lui-même, par ce « W » dont la graphie évoque en soi la vague :
« Weia ! Waga ! Woge, du Welle ! Walle zur Wiege ! WagalaWeia ! Wallala Weiala Weia ! »
L'altérité viendra d'Alberich, le Nibelung, de sa convoitise d'abord, de sa douleur et de sa colère ensuite. À son entrée, les couleurs de l'orchestre s'assombrissent ; l'harmonie devient chromatique, le rythme se casse en figures claudicantes. C'est un portrait du nain, intérieur et extérieur, que fait Wagner. À la laideur physique répond un inextinguible désir sexuel, que les filles du Rhin vont s'employer à tourner en dérision au cours d'une cruelle scène de comédie proche en certains passage de la pantomime commentée à l'orchestre de manière descriptive (traits des cordes évoquant les chutes sur la roche glissante, saillies des bois et cuivres évoquant les éternuements (écouter)…).
Soudain, nouveau contraste. À la suite de l'exclamation du nain dépité « Fing eine diese Faust! » (« Si ce poing pouvait en attraper une ! ») une douce fanfare aux cors pianissimo retentit : c'est l'Or (écouter), encore comme en rêve, l'or pur et lumineux symbolisé par l'accord parfait. Ce thème est bientôt repris aux trompettes forte dans une orchestration rutilante (triangle, cymbales, timbales, cordes dans l'aigu en mouvement de vague incessant) accompagnant l'hymne jubilatoire des ondines. Le court motif chanté sur « Rheingold! Rheingold! » sera appelé à jouer un rôle important dans le développement leitmotivique de l'œuvre, évoquant, après le vol de l'or pur, sous une forme modifiée, la « plainte » et la « servitude ».
Alberich se tait, mais écoute. N'a-t-il pas sitôt repris la parole pour émettre un doute sur l'intérêt de l'Or du Rhin que les imprudentes Naïades lui vendent sans malice le secret du trésor: l'Or, au prix d'un serment magique — renier le pouvoir de l'amour, bannir le plaisir d'aimer — peut être forgé en un anneau qui donne à son possesseur « Erbe » et « maßlose Macht » (« Héritage, fortune » et « pouvoir, puissance démesurée »). L'intervention des filles du Rhin au cours de ce passage donne un exemple précis de la construction leitmotivique wagnérienne, au sein de laquelle harmonie, orchestration et ligne de chant sont indissolublement liées. Tout d'abord, nous entendons le 
motif de l'Anneau, mais à « l'état légendaire » comme si le motif, exposé aux bois et à la voix, n'avait pas encore exprimé toutes ses potentialités: la sinuosité fermée sur elle-même et l'incertitude harmonique évoquent tout à la fois la forme (le cercle) et le fond (puissance en devenir pour celui qui en trouvera l'usage). Ensuite, c'est le 
motif du « renoncement à l'amour qui donne la clé qui permettra à Alberich de perpétrer le forfait, voler l'Or et forger l'Anneau.
Alberich, en un instant, décide : ce sera pouvoir et richesse, sans amour (écouter). Devant les filles du Rhin terrorisées qui n'imaginaient pas qu'un nain lubrique puisse prononcer le serment, il maudit ce par quoi il a naguère souffert, ne se contentant pas de « renoncer ». Sur le thème de l'Anneau, la ligne de chant s'extériorise vers l'aigu, aux limites de la tessiture de baryton, et culmine avec ce qui est aussi un serment de vengeance, lourd de conséquences pour l'avenir : « Schmiede den rächenden Ring: denn hör' es die Flut: so verfluch' ich die Liebe! » (« je forgerai l'anneau vengeur ; et que les flots l'entendent : ainsi je maudis l'amour ! »).
C'est tout le fleuve qui semble alors vouloir s'engouffrer dans les profondeurs à la poursuite du criminel. Le Rhin s'emplit de ténèbres. Le thème des vagues déferle fortissimo en do mineur aux violoncelles.
L'interlude orchestral (Orchesterzwischenspiel) qui succède à ce postlude aquatique nous conduit des profondeurs du fleuve désormais privées de lumière vers les hauteurs où seuls les dieux vivent.

Ce changement de lieu est illustré par ce que l'on serait tenté de qualifier de véritable transsubstantiation musicale. Au motif du renoncement à l'amour qui dit le deuil des filles du Rhin (cor et cor anglais) sont enchaînées trois expositions du motif de l'anneau qui ne varient que par le timbre, dans un contexte orchestral de plus en plus allégé (cordes dans l'aigu et bois clairs). À l'issue de cette triple exposition et après une courte transition chantée dolcissimo par deux cors, le nouveau motif du Walhalla, demeure des dieux vers lequel nous sommes « montés » portés littéralement par la musique, surgit de l'orchestre, pour reprendre le mot de Pierre Boulez, par « court-circuit ». La dernière exposition de l'anneau (écouter) est en effet très proche du premier exposé du Walhalla (écouter).

« L'Anneau a engendré le Walhalla par analogie d'intervalles et de lignes sur glissement kaléidoscopique de timbres. […] De ces glissements progressifs de tel ou tel paramètre du son naîtront, comme par engendrement spontané, tous les motifs du Ring. »

Le thème du Walhalla qui ouvre la scène est exposé par un impressionnant ensemble de cuivres (5 tubas, 4 trombones, 4 trompettes). Wagner toutefois demande que ce thème soit joué en nuance très doux, comme si la puissance qu'il recèle était en réserve ou plus rêvée qu'effective. Certains commentateurs (Marcel Beaufils) ont souligné le caractère velléitaire, dépressif sur sa conclusion de ce thème, qui, au-delà de la forteresse qu'il symbolise, peut être regardé comme le thème musical qui caractérise Wotan et ses vains projets. La plupart des commentateurs notent que la parenté de ce thème avec l'Anneau (cf. commentaire plus haut) n'est pas fortuite et indique que le mal est à l'origine de toute puissance : les développements ultérieurs de l'œuvre semblent confirmer cette interprétation.
Un accord de septième diminuée vient rompre brutalement la « symphonie du Walhalla ». C'est Fricka qui intervient avec acrimonie auprès de son époux Wotan, dans un vif échange en style récitatif. Wotan doit se justifier, le prix à payer pour la construction de la forteresse est lourd. Freia apeurée accourt déjà, accompagnée par un thème (motif dit « de Freia » ou « séduction », qui évoque dans sa conclusion la « fuite »)(écouter) qui dessine une courbe soulignée par les cordes dans une atmosphère de panique. Les géants sont là. L'orchestre nous l'assène avec force et sans subtilité (cordes au complet, cuivres et timbales)(écouter).
Les bâtisseurs réclament leur salaire : Wotan lui-même ne l'a-t-il pas inscrit dans les runes de sa lance ? (motif des traités ou de la lance (écouter) : trombones fortissimo) Mais il ne s'agit pas de n'importe quel salaire, et l'orchestre nous dit pourquoi Wotan fut bien imprudent de promettre Freia aux géants. C'est le motif des pommes d'or, fruits qui donnent à ceux qui les consomment la jeunesse éternelle. La querelle entre géants et dieux tourne vite au désavantage de ces derniers, dans une excitation musicale qui va croissante et culmine avec le thème des [traités] qui sanctionne la parole donnée: on ne peut contraindre les géants à renoncer à Freia par la force.
« Endlich Loge! » (« enfin Loge ! ») : le motif chromatique de Loge (écouter), le feu, fuyant, insaisissable, exposé aux cordes (les traits en sont redoutables pour les instrumentistes), surgit alors de l'orchestre comme la flamme.
Le récit de Loge qui suit est présenté par André Boucourechliev comme un modèle d'arioso wagnérien, le moment à partir duquel le compositeur parvient à un traitement des motifs qui transcende le simple accompagnement littéral du texte. La majeure partie des leitmotiv entendus précédemment (fanfare de l'Or, Freia, anneau...) reviennent mais sous une forme nouvelle, sans que l'on puisse déterminer si c'est le texte qui suscite la musique ou la musique qui suscite le texte. Travaillés de la sorte, les leitmotiv sont loin du « bottin musical » évoqué moqueusement par Debussy.
À l'orchestre, c'est une nouvelle présentation du motif de l'anneau, maître de toutes les illusions et convoitises, qui va peu à peu cristalliser l'action à venir et sceller, par le vol, le destin des dieux. Anneau du pouvoir par les runes qui y sont gravés mais aussi anneau de la séduction à travers l'Or à partir duquel il fut forgé. « Den Ring muß ich haben! » (« L'anneau, il me le faut ! ») a décidé Wotan : mais comment? Un violent accord de septième diminuée sur un cri de Loge suivi d'un silence éloquent lui donne la solution: « Durch Raub! » (« En le volant ! »). Subvertis eux aussi par la « soif de l'or », les géants acceptent de prendre l'Or du Nibelung que Wotan ira conquérir en échange de Freia. La déesse est emmenée en otage. Le hautbois plaintif dit sa détresse mais la punition des dieux ne tarde pas. Comparable au brouillard qui envahit la scène selon les didascalies du livret de Wagner, la musique se brouille, les thèmes perdent leurs contours et leur « fraîcheur » tandis que la jeunesse des dieux s'en va. Silence, roulement de timbales pianissimo. Il revient à Wotan provoqué par le reproche pathétique de Fricka, de relancer l'action et par là la musique. Il descendra à Nibelheim, accompagné de Loge le rusé.
Le second interlude orchestral décrit la descente par la faille de soufre jusqu'à la forge souterraine où Alberich règne en maître par l'anneau. L'entrée au sein de ce nouvel univers cauchemardesque se fait par un grand tumulte orchestral propre à brouiller les perspectives sonores et spatiales. Peinture musicale faite de gammes chromatiques entrecroisées, entrechoquées, prenant leur source dans le thème de Loge. Le tuba-contrebasse nous indique que nous sommes arrivés « en bas », selon la symbolique sonore habituelle. Engagés dans une sorte de tunnel musical qui récapitule un certain nombre de thèmes fortement connotés (servitude, or, adoration de l'or…), nous ne pouvons échapper à la réitération de plus en plus pressante d'un nouveau leitmotiv, la « forge ». Bientôt le rythme implacable s'intensifie tandis qu'un nouvel exposé du motif de l'anneau, qui semble littéralement enserrer l'orchestre (image du cercle ?) conduit au fortissimo puis au vacarme de 3 groupes d'enclumes disposés dans l'espace (écouter). Le bruit a mangé la musique, dans une curieuse et anachronique (1853 !) expérience de musique concrète. Fondu-enchaîné. L'orchestre s'efface derrière les enclumes pour reparaître ensuite devant les enclumes : nous suivons toujours nos deux voyageurs, Wotan et Loge, dans leur périple souterrain qui les a conduit au cœur de Nibelheim.
Mime, poursuivi par Alberich, fait son entrée sur le ton plaintif qui caractérisera le personnage jusqu'à Siegfried. Les rapports entre les deux frères, dénués de toute affection, sont de maître à esclave. La musique, en mode récitatif tout en aspérité et sans aucune joliesse mélodique, le dit sans détour. Il convient pour Alberich « concepteur » d'obtenir de Mime « technicien » le joyau qui doit avec l'anneau renforcer son pouvoir.
L'orchestre expose bientôt de quoi il s'agit : c'est le Tarnhelm (écouter), nimbé de mystère, évoqué pianissimo dans une couleur spectrale par quatre cors en sourdine, en rupture totale avec le contexte musical de la scène.
Ce motif, qui s'apparente à ceux de la famille de l'Anneau, est appelé à de riches développements ultérieurs (il jouera un rôle essentiel dans l'intrigue du Crépuscule des dieux). Il illustre parfaitement le soin apporté par Wagner à l'union mélodie-harmonie-orchestration.
« Nacht und Nebel niemand gleich! » : par la vertu du Tarnhelm, Alberich disparaît pour mieux tourmenter son frère et annoncer aux nibelungen qu'ils sont désormais ses esclaves. « Servitude », « forge », « anneau » : par la combinaison de ces trois thèmes à l'orchestre, le destin du peuple souterrain est scellé. 

Le thème de Loge réapparaît un court instant et se dissipe: les dieux voyageurs, ayant quitté l'aspect vaporeux qui leur a permis de pénétrer à Nibelheim, découvrent Mime à terre, perclus de coups. Dans une complainte larmoyante accompagné par le cor, Mime évoque le passé des temps heureux et le présent de la dure férule d'Alberich. Ce dernier ne tarde pas à surgir fouettant une troupe de nibelungen qu'il a surpris à paresser. Alberich brandit l'anneau. La musique se fait alors servante du geste théâtral pour mieux illustrer la contrainte terrible que l'anneau exerce sur ceux qui y sont soumis, en combinant une forme du motif de l'anneau (geste menaçant) le thème de la servitude (« gezämhmtes Heer » « troupe servile ») et le nouveau motif du pouvoir (ou puissance) de l'Anneau (écouter) (« gehorcht des Ringes Herrn! » « Obéissez au seigneur de l'Anneau ! »).
À la vue de l'anneau, les Nibelungen disparaissent en poussant des cris perçants. Alberich demeure seul face aux dieux, Loge et Wotan. La scène qui suit est avant tout l'affaire de Loge, le rusé. Ce dernier mène le jeu qui conduira, après basse flatterie et terreur feinte, le nain à l'erreur fatale. Musicalement, le caractère de la scène est dominé par un esprit scherzando qui convient parfaitement à l'esprit de Loge et qui ira jusqu'à adopter un rythme de polonaise (relevé par Bruno Lussato). Comme dans un conte de Perrault (c.f Le chat botté), Loge met au défi Alberich. Par la vertu du Tarnhelm, ce dernier se transforme tout d'abord en dragon(écouter) (thème mugissant à l'orchestre qui sera réutilisé dans Siegfried) puis en crapaud (simples tierce(s) à la clarinette). Sur l'injonction de Loge, Wotan s'empare alors aisément d'Alberich. Après le cri de rage impuissante du nain « Ohe! Verflucht! Ich bin gefangen! », un véritable tourbillon musical s'empare alors de l'orchestre sur le thème de Loge et des flammes et introduit le troisième interlude, par lequel nous regagnons la surface.